# A'i Cofán
Les A'i Cofán, sont un peuple amérindien de l’ouest du bassin amazonien, vivant dans la région frontalière entre la Colombie et l'Équateur. Leur population en Colombie est d’environ 500 personnes et de plus de 800 personnes en Équateur où ils constituent l’une des treize nationalités indigènes reconnues.
Les A'i Cofán parlent une langue amérindienne isolée, le cofán.
Leur territoire équatorien est actuellement menacé par les orpailleurs illégaux d'une ruée vers l'or induite par la publication d'un inventaire géologique et minéral financé par la banque mondiale, par l'ouverture de nouvelle concession par le gouvernement et la découverte locale d'or par des orpailleurs. 
L'une des forêts de la région (réserve biologique Los Cedros), parmi les plus riches du monde en biodiversité (on parle là de mégabiodiversité), bien que d'une petite taille est menacée par l'exploitation minière, bien que théoriquement protégée par la Constitution équatorienne. 